# تنظیم اپی ژنتیکی میکروبیوم
تنظیم اپی‌ژنتیکی میکروبیوم زیرشاخه ای از اپی ژنتیک است که تعامل پویا بین میکروبیوتای روده و بیان ژن میزبان را با واسطه تغییرات ارثی در فعالیت ژن بدون تغییر توالی DNA زمینه ای مطالعه می‌کند. این تعامل پیچیده به‌طور قابل توجهی بر سلامت و بیماری تأثیر می‌گذارد.

## مکانیسم‌ها
میکروارگانیسم‌های روده از طریق متابولیت‌هایی مانند بوتیرات، استات و پروپیونات بر تنظیم اپی‌ژنتیکی تأثیر می‌گذارند. این اسیدهای چرب کوتاه زنجیر (SCFAs) با مهار هیستون داستیلازها (HDACs) باعث افزایش استیلاسیون هیستون و فعال شدن رونویسی ژن‌های مرتبط با ایمنی می‌شوند. برخی باکتری‌ها مانند Bifidobacterium نیز با تولید فولات، فرآیند متیلاسیون DNA را تنظیم می‌کنند.

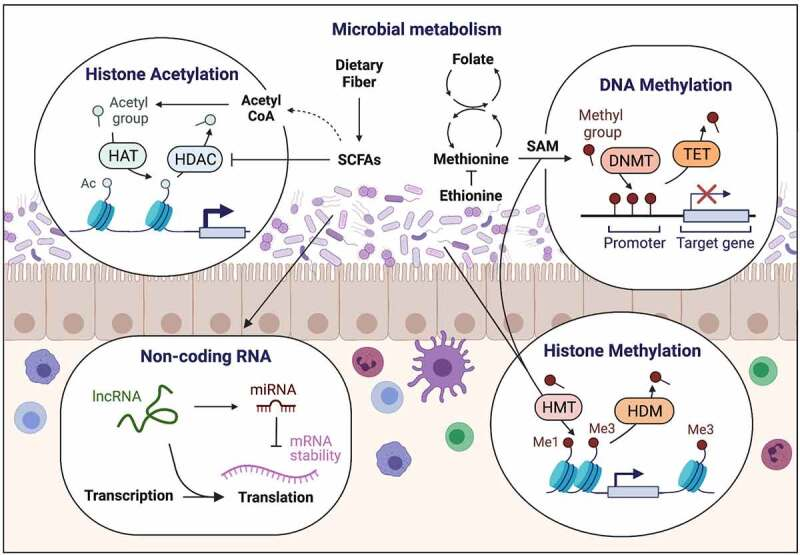
رابطه دوسویه بین متابولیت‌های میکروبی و تغییرات اپی‌ژنتیکی در سلول‌های میزبان

## تأثیرات بالینی
- سرطان کولورکتال: تغییر در الگوی متیلاسیون ژن‌های سرکوبگر تومور مانند APC و MLH1 مرتبط با افزایش Fusobacterium nucleatum[۳]
- بیماری‌های خودایمنی: اختلال در تنظیم miRNAهای التهابی (مثلاً miR-155) ناشی از تغییرات میکروبیوتا در لوپوس[۴]
- اختلالات متابولیک: تغییرات هیستون H3K27ac در بافت چربی مرتبط با چاقی و مقاومت به انسولین[۵]

## روش‌های مطالعاتی
| روش                                                          | کاربرد                                                  |
| ------------------------------------------------------------ | ------------------------------------------------------- |
| متیلاسیون DNA در سطح ژنوم (Array-based Methylation Analysis) | شناسایی DMRها (نواحی دیفرانسیلی متیله) مرتبط با دیس‌بیوز |
| ChIP-Seq (Chromatin Immunoprecipitation Sequencing)          | بررسی تغییرات هیستونی در ژن‌های هدف                      |
| پروتئومیکس متابولیت‌های میکروبی                               | شناسایی مولکول‌های مؤثر بر مسیرهای اپی‌ژنتیکی             |